# Kurt Eminger
Kurt Eminger (* 21. August 1935) ist ein ehemaliger österreichischer Eisschnellläufer.

## Werdegang
Eminger, der für den Wiener Eislauf-Verein startete, trat international erstmals bei der Mehrkampfeuropameisterschaft 1954 in Davos in Erscheinung, wo er den 26. Platz im Großen Vierkampf errang. In der Saison 1954/55 belegte er bei der Mehrkampfeuropameisterschaft 1955 in Falun den 28. Platz und bei der Mehrkampfweltmeisterschaft 1955 in Moskau den 41. Rang im Großen Vierkampf. Zudem wurde er bei den österreichischen Meisterschaften Dritter im Großen Vierkampf. Bei seiner einzigen Teilnahme an Olympischen Winterspielen im Januar 1956 in Cortina d’Ampezzo lief er auf den 41. Platz über 500 m und jeweils auf den 38. Rang über 1500 m und 5000 m. In den folgenden Jahren kam er bei der Mehrkampfeuropameisterschaft 1957 in Oslo auf den 16. Platz, bei der Mehrkampfweltmeisterschaft 1957 in Östersund auf den 23. Rang und bei der Mehrkampfeuropameisterschaft 1958 in Eskilstuna auf den 30. Platz im Großen Vierkampf. Zudem erreichte er im Jahr 1958 mit dem zweiten Platz seine beste Platzierung im Mehrkampf bei österreichischen Meisterschaften. In der Saison 1958/59 errang er bei der Mehrkampfeuropameisterschaft 1959 in Göteborg den 27. Platz und bei der Mehrkampfweltmeisterschaft 1959 in Oslo den 37. Platz im Großen Vierkampf. Er nahm noch bis 2004 an nationalen Wettbewerben teil. Sein Sohn Christian Eminger war ebenfalls im Eisschnelllauf aktiv.

## Erfolge

### Olympische Spiele
- 1956 Cortina d’Ampezzo: 38. Platz 1500 m, 38. Platz 5000 m, 41. Platz 500 m

### Mehrkampf-Weltmeisterschaften
- 1955 Moskau: 41. Platz Großer Vierkampf
- 1957 Östersund: 23. Platz Großer Vierkampf
- 1959 Oslo: 37. Platz Großer Vierkampf

### Mehrkampf-Europameisterschaften
- 1954 Davos: 26. Platz Großer Vierkampf
- 1955 Falun: 28. Platz Großer Vierkampf
- 1957 Oslo: 16. Platz Großer Vierkampf
- 1958 Eskilstuna: 30. Platz Großer Vierkampf
- 1959 Göteborg: 27. Platz Großer Vierkampf

## Persönliche Bestleistungen
| Disziplin | Zeit        | Datum           | Ort                  |
| --------- | ----------- | --------------- | -------------------- |
| 500 m     | 43,77 s     | 11. Januar 1975 | Davos                |
| 1000 m    | 1:31,69 min | 11. Januar 1975 | Davos                |
| 1500 m    | 2:16,61 min | 24. Januar 1981 | Madonna di Campiglio |
| 3000 m    | 4:44,36 min | 30. Januar 1981 | Davos                |
| 5000 m    | 8:09,47 min | 30. Januar 1981 | Davos                |
| 10.000 m  | 17:19,8 min | 17. Januar 1959 | Madonna di Campiglio |